# Supreme Show
Albums de Ami Suzuki
Dolce
(2008)
Albums par DJ Ami Suzuki
Blooming
(2010)
Singles
Supreme Show est le 4e album original d'Ami Suzuki sorti sous le label Avex Trax, en 2008, et son 9e album au total en comptant trois albums originaux, une compilation sortis chez Sony Music Japan et un album de remix.

## Présentation
L'album sort le 12 novembre 2008 au Japon sous le label Avex Trax, écrit et produit par Yasutaka Nakata. Il est présenté comme l'album célébrant le 10e anniversaire de la carrière musicale d'Ami Suzuki, débutée en 1998 chez un label concurrent. Il ne sort que neuf mois après le précédent album attribué à la chanteuse : Dolce.
L'album atteint la 16e place du classement de l'Oricon. Il se vend à 8 748 exemplaires la première semaine, et reste classé pendant 4 semaines, pour un total de 13 094 exemplaires vendus durant cette période. Il sort également au format "CD+DVD" avec une pochette différente et un DVD en supplément contenant entre autres les clips vidéo de deux des titres. Il sort aussi dans une édition limitée dite "mu-mo CD+DVD", avec une pochette et un DVD différents, uniquement vendue dans le magasin mu-mo.
Cet album n'est plus présenté comme un projet collaboratif, comme l'ont été les deux précédents albums de Ami Suzuki : Connetta et Dolce ; il est cette fois exclusivement écrit et composé par Yasutaka Nakata, qui avait déjà collaboré avec la chanteuse l'année précédente sur le single "double face A" Free Free / Super Music Maker attribué à Ami Suzuki joins Yasutaka Nakata, et sur ses deux derniers singles sortis précédemment dans l'année : One et Can't Stop the Disco, dont les cinq chansons sont présentes sur l'album. L'une d'entre elles, une version remixée de Super Music Maker, figurait déjà dans sa version d'origine sur l'album précédent, Dolce.

## Liste des titres
Toutes les chansons sont écrites et composées par Yasutaka Nakata ; les paroles du titre N°7 sont coécrites par Ami Suzuki.
| 1.  | Ten (TEN)                                              | 4:58 |
| 2.  | Can't Stop the Disco (can't stop the DISCO)            | 5:24 |
| 3.  | Climb Up To The Top (climb up to the top)              | 6:33 |
| 4.  | Super Music Maker (SA'08 S/A Mix) (SUPER MUSIC MAKER…) | 5:16 |
| 5.  | Mysterious                                             | 4:34 |
| 6.  | Change My Life (change my life)                        | 3:29 |
| 7.  | Love Mail (LOVE MAIL)                                  | 5:07 |
| 8.  | A Token Of Love (A token of love)                      | 6:09 |
| 9.  | True (TRUE)                                            | 4:45 |
| 10. | Flower (flower)                                        | 4:10 |
| 11. | One (ONE)                                              | 5:35 |

| 1. | One (ONE)                                   |  |
| 2. | Can't Stop The Disco (can't stop the DISCO) |  |
| 3. | The first DJ play @ club asia               |  |

| 1. | Cruising Party                                                              |  |
| 2. | Live Performance @ club asia (FREE FREE－can't stop the DISCO－flower－ONE) |  |